# Шпилька, Надежда
Надежда Шпилька — украинская тяжелоатлетка, бронзовый призёр Чемпионата Европы 2023 года. 

## Биография и спортивная карьера
В Ереване, на чемпионате Европы 2023 года в категории до 59 кг завоевала бронзовую медаль с результатом 207 кг по сумме двух упражнений. В отдельных упражнениях также ей достались две малые бронзовые медали.

## Достижения
Чемпионат Европы
| Результат | Вес      | Год  | Место соревнований | Рывок | Толчок | Общий вес |
| Бронза    | до 59 кг | 2023 | Ереван, Армения    | 93,0  | 114,0  | 207,0     |